# Whitewater (Missouri)
Pour l’article homonyme, voir Whitewater.
Whitewater est un village du comté de Cap Girardeau, dans le Missouri, aux États-Unis,. Situé au sud-ouest du comté, il est incorporé en 1908.

## Démographie
Lors du recensement de 2010, le village comptait une population de 125 habitants. Elle est estimée, en 2016, à 128 habitants.

## Source de la traduction
- (en) Cet article est partiellement ou en totalité issu de l’article de Wikipédia en anglais intitulé « Whitewater, Missouri » (voir la liste des auteurs).